# Live(s)
Pour les articles homonymes, voir Live.
Albums de AqME
La Fin des Temps
(2005) Hérésie
(2008)
Live(s) est le premier enregistrement en concert du groupe de rock alternatif français AqME, sorti en 2006.

## Liste des titres

### DVDLIVE (Nantes)(édition CD+DVD)
Enregistré le 2 juin 2006 à l'Olympic.
1. Ténèbres
2. Pornographie
3. Être & ne pas être
4. Ce que tu es
5. Le rouge & le noir
6. À chaque seconde
7. Une dernière fois
8. Des illusions
9. Je suis
10. Superstar
11. 3'38
12. Une vie pour rien
13. La réponse
14. La belle inconnue
15. Pas assez loin
16. Le poids des mots
17. "Si" n'existe pas

NB : titres indiqués tels quels sur les visuels des albums.

### CDLIVE (Bruxelles)(édition CD / édition CD+DVD)
Enregistré le 17 février 2006 à l'Ancienne Belgique.
1. Ténèbres
2. Des illusions
3. Être & ne pas être
4. Ce que tu es
5. Le rouge & le noir
6. À chaque seconde
7. Pornographie
8. 3'38
9. Tout à un détail près
10. La belle inconnue
11. Pas assez loin
12. La réponse
13. Ainsi soit-il
14. Superstar
15. Le poids des mots
16. "Si" n'existe pas

NB : titres indiqués tels quels sur les visuels des albums.

## Crédits
- Thomas Thirrion — chant
- Benjamin Rubin — guitare
- Charlotte Poiget— basse
- Etienne Sarthou — batterie